# Kristen Mielke
Kristen Mielke (12 luglio 1982) è un'ex sciatrice alpina statunitense.

## Biografia
Originaria di Duluth e attiva in gare FIS dal novembre del 1997, in Nor-Am Cup la Mielke esordì il 29 novembre 1997 a Winter Park/Breckenridge in slalom speciale, senza completare la gara, ottenne il primo podio il 3 dicembre 2004 a Winter Park in slalom gigante (3ª) e la prima vittoria il 10 marzo 2005 a Georgian Peaks nella medesima specialità.
In Coppa del Mondo disputò sette gare, tutte slalom giganti (il primo il 22 ottobre 2005 a Sölden, l'ultimo il 5 marzo 2006 a Hafjell/Kvitfjell), senza portarne a termine nessuna. Il 31 gennaio 2009 conquistò a Nakiska l'ultima vittoria in Nor-Am Cup, nonché ultimo podio, sempre in slalom gigante, e si ritirò al termine della stagione 2009-2010; la sua ultima gara in carriera fu uno slalom speciale FIS disputato il 9 aprile a Sils im Engadin, non completato dalla Mielke. In carriera non prese parte a rassegne olimpiche o iridate.

## Palmarès

### Nor-Am Cup
- Miglior piazzamento in classifica generale: 12ª nel 2005
- 7 podi:
  - 3 vittorie
  - 1 secondo posto
  - 3 terzi posti

#### Nor-Am Cup - vittorie
| Data            | Località         | Paese  | Specialità |
| --------------- | ---------------- | ------ | ---------- |
| 10 marzo 2005   | Georgian Peaks   | Canada | GS         |
| 3 gennaio 2006  | Mont-Sainte-Anne | Canada | GS         |
| 31 gennaio 2009 | Nakiska          | Canada | GS         |

Legenda:

GS = slalom gigante

### Australia New Zealand Cup
- Miglior piazzamento in classifica generale: 7ª nel 2009
- 2 podi:
  - 1 secondo posto
  - 1 terzo posto